# Josia fusifera
Josia fusifera är en fjärilsart som beskrevs av Druce 1885. Josia fusifera ingår i släktet Josia och familjen tandspinnare. Inga underarter finns listade i Catalogue of Life.